# Чжу Жунцзи
Чжу Жунцзи́ (кит. трад. 朱鎔基, упр. 朱镕基, пиньинь Zhū Róngjì; род. 23 октября 1928) — китайский государственный и партийный деятель, член Постоянного комитета Политбюро ЦК КПК (1992—2002), в 1998—2003 годах премьер Госсовета КНР, до этого с 1993 года первый вице-премьер, с 1991 года вице-премьер. В 1993—1995 годах занимал должность директора Народного банка (центробанка) Китая. До 1991 года мэр (с 1988) и одновременно (с 1989) глава шанхайского горкома КПК. Кандидат в члены ЦК КПК 13 созыва (1987—1992). Член КПК с 1949 года.

## Биография
Чжу Жунцзи родился в уезде Чанша провинции Хунань в семье богатых землевладельцев. Родовое предание гласит о том, что местный клан Чжу происходит от первого правителя династии Мин.
Чжу Жунцзи вступил в Коммунистическую партию Китая в октябре 1949 года. В престижном Университете Цинхуа он изучал электротехнику. После его окончания в течение года он работал заместителем заведующего кабинетом планирования производства планового отдела министерства промышленности Северо-Восточного Китая.
В 1952—1958 гг. был руководителем группы топливно-энергетического управления, сводного управления Госплана КНР, заместителем заведующего отделом Канцелярии Председателя Госплана, заместителем заведующего сводным отделом управления механизации Госплана.

### Партийные чистки, реабилитация, Дэн Сяопин
В 1958 году за критику проводимой Мао Цзэдуном политики «большого скачка» Чжу Жунцзи как «правый уклонист» был смещён с постов и отправлен в качестве преподавателя в вечернюю школу кадровых работников Госплана. В 1962 году он был реабилитирован и вплоть до 1969 года работал инженером сводного управления национальной экономики Госплана.
Во время Культурной революции Чжу Жунцзи в ходе очередной чистки вновь подвергся репрессиям и в 1970 году был направлен в школу кадровых работников «7 мая» при Госплане, где до 1975 года проходил «перевоспитание физическим трудом».
В 1975—1979 годах — заместитель заведующего канцелярией, заместитель главного инженера в Компании средств электросвязи управления трубопроводов Министерства нефтяной промышленности КНР, заведующий кабинетом Института экономики промышленности при Университете Цинхуа.
Начиная свои реформы в 1978 году, Дэн Сяопин находился в поисках экономических советников, разделявших его взгляды, и тогда взгляд Дэна пал на Чжу. За проницательное мышление и смелые экономические идеи Дэн политически реабилитировал Чжу Жунцзи. Однажды Дэн Сяопин сказал, что Чжу «придерживается своих взглядов, не боится принимать решения и разбирается в экономике».

### Карьера в Шанхае
С 1979 по 1982 годы Чжу работал заведующим отделом топливно-энергетического управления, а затем заместителем начальника сводного управления Государственного экономического комитета. В 1982—1983 годах он возглавлял управление технических реформ, вошёл в состав членов коллегии Государственного экономического комитета, в котором отвечал за внешнеэкономические связи и неоднократно возглавлял экономические делегации в зарубежные страны.
В 1983—1987 годах — заместитель председателя Государственного экономического комитета, член, заместитель секретаря партийной группы руководства Государственного экономического комитета.
В 1987 году стал заместителем секретаря комитета КПК г. Шанхая.
В октябре 1987 года на XIII съезде КПК избран кандидатом в члены ЦК.
В 1988 году назначен мэром Шанхая. В 1989 году после того, как возглавлявший городскую партийную организацию Цзян Цзэминь был избран генеральным секретарем ЦК КПК, занял его пост, сохранив должность мэра.
Находясь в должности мэра Шанхая, Чжу завоевал всеобщее уважение за идею развития Пудуна — особой экономической зоны, находящейся между собственно Шанхаем и Восточно-Китайским морем, а также модернизации телекоммуникации, строительной и транспортной сферы города.
«Чжу Жунцзи начал проводить в городе прозрачную политику. Все строительные проекты шли через открытый тендер», — отмечал профессор Ху Аньган.

### В должности вице-премьера
В апреле 1991 года решением 4-й сессии ВСНП 7-го созыва назначен заместителем Премьера Госсовета КНР.
В июне 1992 года назначен заведующим Канцелярией Госсовета по экономике и торговле, секретарем партгруппы руководства.
В октябре 1992 года на 14 съезде КПК избран членом ЦК КПК, тогда же на 1-м пленуме ЦК КПК 14-го созыва стал членом Политбюро ЦК КПК, Постоянного комитета Политбюро ЦК КПК.
В 1993—1995 годах он находился на постах члена Постоянного комитета Политбюро ЦК КПК, вице-премьера Госсовета КНР и директора Народного банка Китая. Когда в 1993 г. состояние здоровья премьера Ли Пэна ухудшилось, Чжу Жунцзи фактически получил премьерские полномочия в области управления экономикой. С его именем связывают наиболее заметные успехи политики экономического макрорегулирования — поддержание высоких темпов экономического роста при низкой инфляции. В сентябре 1997 года на 15-м съезде компартии Китая Чжу Жунцзи был переизбран членом Постоянного комитета Политбюро ЦК КПК.

### Премьер Госсовета
В марте 1998 года на ежегодной сессии ВСНП утвержден Премьером Госсовета КНР. Отмечают, что «ходило много слухов о разногласиях между ним и Цзяном». Его «правой рукой» с тех пор же называют Вэнь Цзябао — впоследствии преемника Чжу на посту премьера.
Чжу Жунцзи неоднократно бывал в России: в 1987 году в составе правительственной делегации (в качестве заместителя Председателя Государственного экономического комитета КНР), в 1995 году проездом в Швейцарию (в качестве Заместителя Премьера), в феврале 1999 года и сентябре 2001 года с официальными визитами.
Чжу Жунцзи считается одним из наиболее последовательных приверженцев политики рыночно ориентированной перестройки экономической системы в нынешнем руководстве Китая. Приложил немалые усилия для создания в стране благоприятного инвестиционного климата для зарубежного капитала. Пользовался доверием и поддержкой ряда высших лидеров страны, включая Цзян Цзэминя.

## Личная информация
Чжу Жунцзи хорошо владеет английским, редко говорит по заранее написанному тексту. В свободное время Чжу любит слушать пекинскую оперу. Его жена Лао Ань одно время занимала должность заместителя председателя совета директоров компании «China International Engineering and Consulting». Они с Чжу вместе учились в Первой провинциальной средней школе Хунаня (湖南第一中学) и в Университете Цинхуа (清华大学). У них есть сын и дочь.
- Примечание: вследствие ограничений в первоначальной кодировке GB2312 имя Чжу Жунцзи часто записывают как «朱熔基», однако сам Чжу не одобряет этого и предпочитает правильное написание «朱镕基».